# PMN-2
PMN-2（ロシア語: ПМН-2）は、ソビエト連邦で開発された対人地雷。同国製のPMN対人地雷の改良型で、PMNの弱点である爆発物を使った地雷処理への耐性を高めることを主目的に開発された。

## 概要
PMNと同じく、いわゆる圧力作動式爆風地雷の一種であり、地雷を踏むことで起動し、主に爆発そのものにより傷害を負わせることを目的としている。ロシア連邦でも製造が行われたが、ロシアは1997年に本地雷を含む爆風地雷の製造を停止したと表明している。
これまでに、アフガニスタン、アンゴラ、アゼルバイジャン、カンボジア、チェチェン、エリトリア、エチオピア、ジョージア、ホンジュラス、レバノン、モザンビーク、ニカラグア、タジキスタン、タイ、ウクライナで使用が確認されている。2022年のロシアによるウクライナ侵攻では、ロシア軍がウクライナ領内で使用したとされる（ウクライナでは2003年に廃棄済み）。

## 構造
直径120ミリメートル、高さ53ミリメートルで、緑色のプラスチック製の本体と、黒いゴムで被覆された、十字型のベークライト製感圧板を持つ。また、本体は茶色のものも存在する。
上部にある感圧板に、15キログラムの圧力がかかることで起爆する。主爆薬はPMNの半分の量となっており、100グラムのTNT/RDX爆薬が充填されている。